# Instituto de Belas Artes da Universidade de Nova York
O Instituto de Belas Artes (IFA) é uma escola de pós-graduação e centro de pesquisa da Universidade de Nova York, especializado no estudo da história da arte, arqueologia, conservação e tecnologia de obras de arte. Ele oferece títulos de mestrado em artes e doutorado em filosofia em História da Arte e Arqueologia, além de certificados avançados em Conservação de Obras de Arte e Estudos Curatoriais (em parceria com o Museu Metropolitano de Arte).
Desde que a escola concedeu seu primeiro doutorado em 1933, mais de 2.000 títulos foram conferidos e uma alta proporção de seus ex-alunos ocupa cargos de liderança internacional como professores, curadores, diretores de museus, arqueólogos, conservadores, críticos e administradores institucionais. O programa de doutorado do IFA foi classificado entre os melhores dos Estados Unidos pelo estudo de 2011 do Conselho Nacional de Pesquisa. Em junho de 2024, foi anunciado que Joan Kee seria a nova diretora da IFA. “Kee é especialista em arte e direito, estudos comparativos da diáspora e arte e comunicações digitais.”

## História

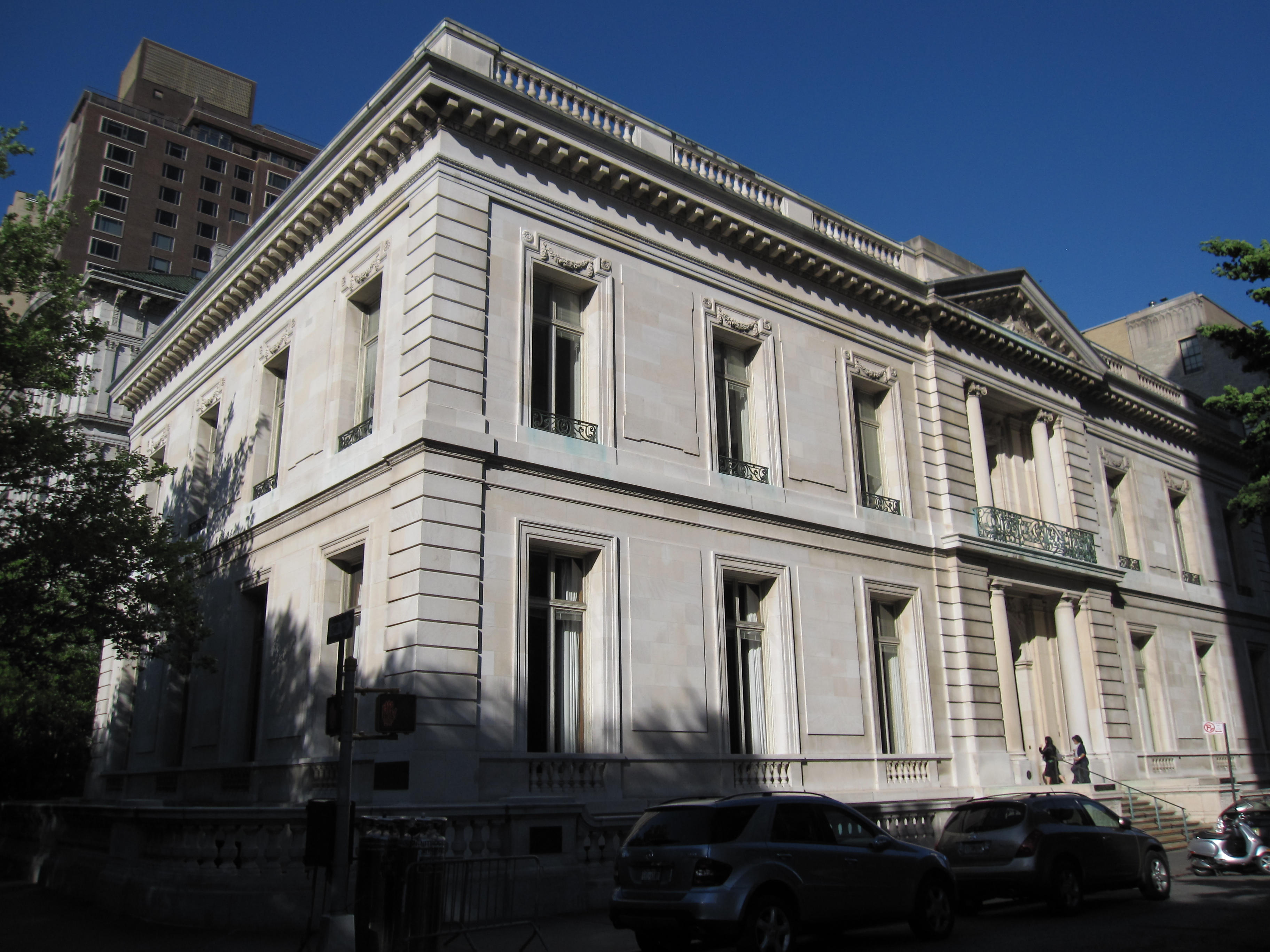
O Instituto de Belas Artes está sediado na James B. Duke House

A história da arte se tornou um campo de estudo específico na Universidade de Nova York em 1922, quando o jovem arquiteto e acadêmico Fiske Kimball foi nomeado Professor Morse de Literatura de Artes e Design. Em 1932, o programa de pós-graduação em história da arte da NYU mudou-se para o Upper East Side para lecionar nas coleções do Metropolitan Museum of Art. Em 1936, o Graduate Department mudou-se para o segundo andar do Carlyle Hotel na Madison Avenue.
Sob a liderança de seu presidente, Walter William Spencer Cook, o programa foi renomeado para Instituto de Belas Artes em 1937. O instituto foi grandemente fortalecido por professores refugiados de instituições alemãs e austríacas que deram origem à disciplina moderna de história da arte. Historiadores de arte fundamentais como Erwin Panofsky, Walter Friedlaender, Karl Leo Heinrich Lehmann, Julius Held e Richard Krautheimer colocaram o instituto em seu curso de estudos rigorosos, criativos e pluralistas e fortes conexões mundiais.
Em 1958, sob a liderança de G. Lauder Greenway, presidente do comitê consultivo (e ex-diretor), e Craig Smyth, diretor do instituto, Nanaline Duke e sua filha Doris Duke presentearam o instituto com a James B. Duke House na 1 East 78th Street. No final do ano, Robert Venturi concluiu a reforma da casa para uso do instituto. Também em 1958, foi criado o programa de Estudos Curatoriais. Dois anos depois, o IFA se tornou o primeiro programa de pós-graduação nos Estados Unidos a oferecer um diploma avançado em conservação e fundou o Centro de Conservação, que em 1983 se mudou para o Centro de Conservação Stephen Chan House, do outro lado da rua da Duke House.
Louise Bourgeois, que era casada com Goldwater na época em que ele lecionava no IFA, doou todos os seis exemplares de The Institute (2002, prata) ao IFA em 2005. Uma das cópias agora fica no refeitório do primeiro andar do IFA, também conhecido como "The Marble Room". A escultura é uma maquete prateada da Duke House, com teto removível e pequenos cômodos internos.

## Pesquisa
O Instituto de Belas Artes oferece quatro programas de graduação. Ele confere um MA e um Ph.D. em História da Arte e Arqueologia, bem como dois programas de certificação em Estudos Curatoriais e Conservação de Obras de Arte. O programa de Ph.D. do IFA normalmente tem seis anos e requer 18 cursos, um artigo de qualificação, duas certificações de língua estrangeira, exames de campo principais e secundários e uma dissertação. O programa de MA tem duração de dois anos em período integral ou três anos em período parcial. São necessários 10 cursos, uma certificação de língua estrangeira e uma dissertação de mestrado. O Certificado Avançado em Conservação é feito em conjunto com o programa de MA e acrescenta dois anos de estudo, incluindo um estágio de um ano em um laboratório de conservação. O Certificado em Estudos Curatoriais é feito em conjunto com o programa de doutorado e requer residência no Metropolitan Museum of Art. Os alunos do IFA têm acesso a programas acadêmicos especiais, como escavações arqueológicas, bolsas de viagem, locais de pesquisa globais e conferências e simpósios patrocinados pelo IFA.

### Docência
Há 26 membros do corpo docente que lecionam no instituto e no Centro de Conservação, com áreas de estudo que vão desde o início da arte egípcia até a arte americana moderna e contemporânea. </link> Alguns dos membros mais notáveis do corpo docente que lecionaram ou atualmente lecionam no instituto incluem: Harry Bober, Jonathan Brown, Thomas E. Crow, Walter Friedlander, Robert Goldwater, Horst W. Janson, Richard Krautheimer, Linda Nochlin, David O'Connor, Richard Offner, Erwin Panofsky, John Pope-Hennessy, Robert Rosenblum, Patricia Rubin, Meyer Shapiro, Leo Steinberg, Robert Storr e Kirk Varnedoe.

## Centro de Conservação
O Centro de Conservação do Instituto de Belas Artes da Universidade de Nova York tem o mais antigo programa de conservação com concessão de diplomas de pós-graduação do mundo. O Centro de Conservação do Instituto de Belas Artes confere dois títulos: um Mestrado em História da Arte e Arqueologia e o Certificado Avançado em Conservação de Obras Históricas e Artísticas. Os alunos realizam trabalhos de laboratório, seminários, projetos de pesquisa e ganham experiência intensiva por meio do trabalho de campo e do estágio do quarto ano.
Os conservadores geralmente se especializam em um material ou tipo de objeto específico, como pinturas, esculturas, obras de arte em papel, livros e manuscritos, tecidos, arquitetura, material arqueológico ou objetos etnográficos, ou em um campo de estudo, como cuidados preventivos, transporte, instalação e armazenamento de arte, ou a história dos materiais e métodos dos artistas. A colaboração com áreas relacionadas, como ciência da conservação, ciência da computação e imagem digital, curadoria de museus, design de exposições ou estudos de arquivo, é cada vez mais essencial para a prática bem-sucedida da conservação e enriquece a profissão de acordo. Os alunos ganham experiência em conservação de artefatos culturais e obras de arte em uma variedade de museus públicos e privados da cidade de Nova York, incluindo o Metropolitan Museum of Art, o MoMA, o Whitney Museum, o Guggenheim Museum, o American Museum of Natural History, o Brooklyn Museum of Art e galerias próximas, coleções particulares, casas de leilão, propriedades históricas e estúdios privados de conservação.

## Escavações
O instituto realiza escavações em Afrodisias, Turquia; no Santuário dos Deuses em Samotrácia; em Abidos, Egito; e Selinunte, Itália.

### Abidos, Egito
Em colaboração com a Universidade de Yale e a Universidade da Pensilvânia, o IFA está envolvido em um estudo arqueológico de longo prazo sobre a história do importante sítio de Abidos, no sul do Egito. Abidos é conhecida como o local de sepultamento dos primeiros reis do Egito e, mais tarde, se tornou o principal local de culto do deus Osíris, governante da Terra dos Mortos. As escavações visam construir uma compreensão abrangente das atividades antigas no local, como suas operações e significado evoluíram ao longo do tempo e sua relação com o contexto mais amplo da história e cultura egípcia.

### Samotrácia, Grécia
Desde 1938, o IFA trabalha no Santuário dos Deuses em Samotrácia, Grécia, descobrindo o lar de seu famoso culto misterioso com uma série de grandes edifícios de mármore, dedicados por Filipe II e seus sucessores, e seminais na formação da arquitetura helenística. Nesta fase, a ênfase do projeto está no estudo e preparação de publicações, bem como na conservação.

### Selinunte, Itália

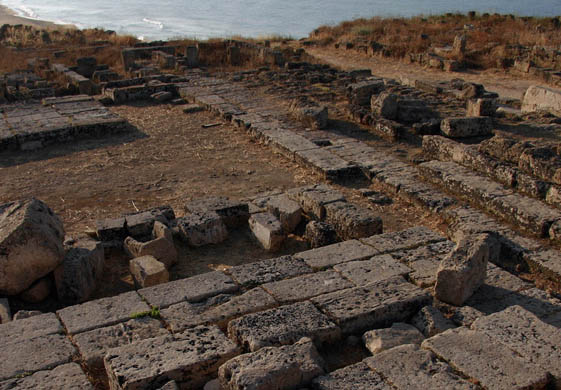
Sítio de escavação em Selinunte, Itália

Selinunte era famosa em todo o mundo clássico pela riqueza de suas terras agrícolas e templos monumentais. Ela teve uma existência próspera da segunda metade do século XVII a.C. até meados do século III a.C., e seus santuários, templos, fortificações e casas estão bem preservados. Em 2007, o IFA iniciou suas escavações na Acrópole de Selinunte, no oeste da Sicília, com foco na área do principal santuário urbano da antiga colônia grega. As escavações documentam a história social, bem como a cultura arquitetônica e visual de uma cidade antiga com detalhes extraordinariamente finos. O trabalho de campo realizado até o momento já forneceu evidências importantes sobre a história de Selinunte antes da chegada dos colonos gregos, bem como descobertas significativas de cerâmica e escultura originalmente dedicadas como oferendas votivas na área do santuário.

### Afrodisias, Turquia
Afrodisias é um dos sítios arqueológicos mais importantes dos períodos grego e romano na Turquia. A cidade era famosa na antiguidade por seu culto a Afrodite e por suas esculturas de mármore. Teve uma existência longa e próspera do século II a.C. até o século VI d.C., e seus edifícios, esculturas de mármore e inscrições públicas estão notavelmente bem preservados. A escavação atual concentra-se no registo e conservação de monumentos previamente escavados, no estabelecimento de sistemas permanentes de documentação e conservação, em novas escavações direcionadas e na investigação e publicação científica.
O instituto publica o IFA Archaeology Journal, que documenta o progresso das escavações, bem como o envolvimento do corpo docente e dos alunos do IFA em pesquisas arqueológicas internacionais.

## Arte contemporânea no instituto
O Instituto de Belas Artes tem sido influente no estudo da história da arte contemporânea e moderna. A dissertação de Robert Goldwater de 1937, “Primitivismo e Arte Moderna”, fez uma contribuição importante ao estudo do papel do primitivismo na arte ocidental do início do século XX. Mais tarde, como membro do corpo docente, Goldwater foi acompanhado por Robert Rosenblum, que cultivou relacionamentos próximos com muitos artistas contemporâneos de Nova York, especialmente entre a geração Pop, e trouxe esse conhecimento em primeira mão para seu ensino por mais de três décadas. Durante a década de 1980, Kirk Varnedoe, como Rosenblum, estendeu um treinamento inicial em arte do século XIX para a esfera contemporânea, como ele demonstraria após assumir a direção de pintura e escultura no Museu de Arte Moderna. Linda Nochlin é a crítica e acadêmica mais identificada com o surgimento de fortes práticas artísticas feministas do início da década de 1970 em diante.
Além disso, três grandes artistas contemporâneos, Ad Reinhardt, George Maciunas e Philip Pearlstein, estudaram história da arte no Instituto de Belas Artes.

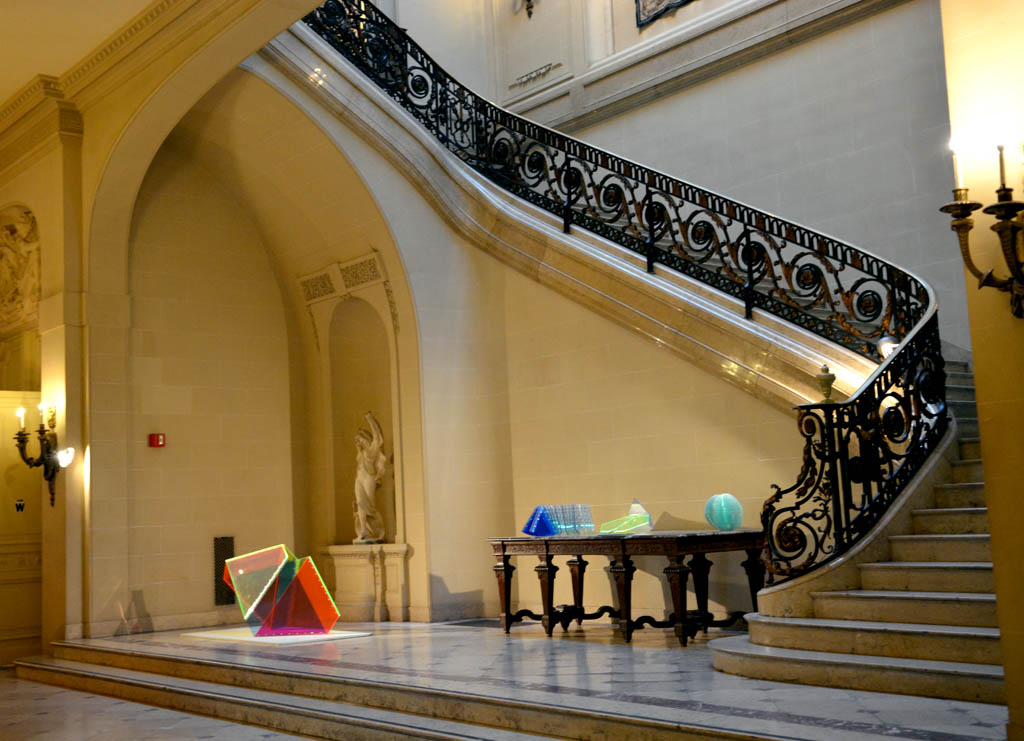
Série de exposições do Great Hall: a obra de Marta Chilindron no Instituto de Belas Artes

## Programação pública no instituto
A cada semestre, o instituto oferece uma extensa lista de programação pública nas áreas de história da arte, arqueologia e conservação.
Artistas no instituto
Desde 1983, a Associação de Estudantes de Pós-Graduação do IFA convida artistas para discutir seus trabalhos no instituto.
Oficina do Projeto China
Criado em 2011, o China Project Workshop é um fórum de discussão sobre trabalhos em andamento sobre tópicos de arqueologia e história da arte chinesas.
Palestra Anual Walter WS Cook
A Palestra Walter WS Cook é organizada pela Associação de Ex-Alunos do IFA em homenagem ao Professor Cook, diretor fundador do IFA e historiador da Arte Medieval Espanhola.
Palestra Pública da Cátedra Judith Praska
Esta cátedra visitante, criada por um doador anônimo e nomeada em homenagem à avó do doador, recebe a cada semestre no IFA um conservador ou cientista de destaque que esteja promovendo novas áreas de pesquisa e ensino em conservação de arte. A cátedra terá duração de quatro anos, até a primavera de 2016.
Palestra de Samuel H. Kress
A Palestra Samuel H. Kress é ministrada anualmente por um proeminente acadêmico em conservação, que apresenta questões importantes nos campos da conservação de pinturas e história da arte técnica. Este evento é possível graças à generosidade da Fundação Samuel H. Kress.
Seminário sobre Arte e Arquitetura Grega e Romana

O Seminário sobre Arte e Arquitetura Grega e Romana convida acadêmicos a compartilhar suas pesquisas atuais com a comunidade do IFA sobre Arte Antiga e Arqueologia.
Fórum Latino-Americano promovido pelo Instituto de Estudos sobre Arte Latino-Americana
Este fórum convida palestrantes visitantes ilustres para o IFA para promover maior compreensão e reconhecimento da arte latino-americana em todo o mundo.
Série de palestras Daniel H. Silberberg
Planejada e coordenada pela Associação de Estudantes de Pós-Graduação, esta série de palestras convida historiadores de arte, arqueólogos e conservadores, especializados em uma variedade de períodos e gêneros, para compartilhar suas pesquisas mais recentes com a comunidade do IFA e o público em geral. A série de palestras Silberberg de 2013-2014 abordou o papel complexo que a tradução desempenha na produção e interpretação da arte — considerando como imagens e objetos foram explorados e recontextualizados ao longo do tempo, espaço, cultura e meio, além de explorar os limites da comunicação visual e da alfabetização no fomento de novas formas de pensar sobre apropriação, influência e público.
Palestras anuais em memória de Kirk Varnedoe
As Palestras Memoriais Kirk Varnedoe foram criadas em 2006 para homenagear e perpetuar a memória do ensino dedicado e inovador, da orientação e da bolsa de estudos do Professor Varnedoe no Instituto de Belas Artes.
Colóquio sobre Arte na Espanha e na América Latina
Para esta série de palestras e painéis informais, especialistas renomados são convidados ao instituto para explorar questões históricas da arte e contextuais mais amplas relacionadas às artes da Espanha e da América Latina. A série é coordenada pelos professores Jonathan Brown, Robert Lubar e Edward Sullivan.
Simpósio IFA-Frick
Por mais de meio século, a Coleção Frick e o Instituto de Belas Artes sediaram um simpósio para estudantes de pós-graduação em história da arte. O simpósio oferece aos doutorandos em história da arte a oportunidade de apresentar trabalhos de pesquisa originais em um fórum público e de interagir com colegas da área — novatos e especialistas. Este evento é precedido por um simpósio interno com apresentações de três alunos do IFA, dos quais um é selecionado para representar o IFA.